# Kindertauchen
Das Kindertauchen ist das Sporttauchen mit für Kinder und Jugendliche angepassten Regeln und Tauchausbildungen. Ab einem Alter von etwa acht Jahren ist es für Kinder möglich, mit zu ihrer Körpergröße passender Tauchausrüstung in kindergerechten Tauchkursen das Tauchen zu erlernen und Tauchscheine (Brevets) zu erwerben. Die Kinder tauchen nach einer abgeschlossenen Ausbildung in einem Buddyteam mit einem Erwachsenen. Die Kinder-Brevetierungen sind gegenüber Erwachsenen-Brevets meist in der maximalen Tiefe und Anzahl der täglichen Tauchgänge eingeschränkt, weil es nach wie vor keine gesicherten Erkenntnisse darüber gibt, wie sich die veränderten Anforderungen  an den Körper beim Tauchen auf den kindlichen Organismus auswirken.

## Kinder als Buddy
Tauchgänge mit Kindern finden normalerweise im flachen Wasser mit keiner oder nur geringer Strömung statt. Meist wird empfohlen eine maximale Tauchtiefe von 5 oder 18 Meter – je nach Alter und Ausbildung – nicht zu überschreiten. Kinder reagieren anders als Erwachsene auf Gefahren oder Zwischenfälle und können deshalb trotz der geringen Tauchtiefe schnell zu einem erhöhten Risiko für sich selbst und den sie begleitenden Buddy werden. Eine Berücksichtigung der besonderen medizinischen und psychischen Voraussetzungen von Kindern ist deshalb bei jedem Tauchgang zwingend.
Kinder und Jugendliche müssen beim Tauchen Verantwortung für ihren erwachsenen Buddy übernehmen, um nicht die Sicherheit aller Beteiligten zu gefährden. Jeder noch so unerfahrene Taucher wird zu einem Teil eines tauchenden sozialen Systems (Buddy-System). Das Vertrauen, das der erwachsene Buddy dem Kind entgegenbringt, gibt ihm die nötige emotionale Sicherheit und Stabilität, um im Spannungsfeld zwischen der Angst vor dem Unbekannten und der Neugierde zu bestehen. Als Nebeneffekt des Buddy-Systems entsteht eine soziale Beziehung, die durch gemeinsame Erlebnisse und gegenseitiger Anerkennung genährt wird. Durch Einträge im persönlichen Logbuch und durch Debriefings, kann diese Beziehung dokumentiert und verfestigt werden. Deshalb ist für Kinder die Vorbereitung und die nachträgliche Interaktion ebenso wichtig wie der Tauchgang selbst.

## Tauchtauglichkeitsuntersuchung
Vor jeder Tauchausbildung und danach in jährlichen Abständen, sollte idealerweise ein Kinderarzt, der sich zum Tauchmediziner weiterbildete oder ein Tauchmediziner, der sich auf Kinder spezialisiert hat, das Kind auf seine Tauchtauglichkeit untersuchen. Bei Kindern ist eine Tauchtauglichkeitsuntersuchung wichtiger als bei Erwachsenen, da ihre eigene Körperwahrnehmung und Gefühlswelt meist noch nicht so gut entwickelt sind wie bei Erwachsenen. Obwohl die Herangehensweise bei der Untersuchung sich grundsätzlich nicht von der bei Erwachsenen unterscheidet, sollte der Arzt intensiver hinterfragen, ob das Kind mental reif genug ist und ob das Tauchen sein eigener Wunsch war, oder ob es dazu gedrängt wurde.

## Ausbildung
Das Erlernen des Gerätetauchens in einem Schwimmbecken ist ab einem Alter von 8 Jahren möglich. Kurse, die Freiwassertauchgänge im offenen Meer oder See ermöglichen, können ab einem Alter von 10 Jahren besucht werden. Ab einem Alter von 14 bis 16 Jahren werden Jugendliche ohne Einschränkung zu den Tauchkursen für Erwachsene zugelassen. Die meisten Tauchführer- und Tauchlehrer-Ausbildungen bleiben jedoch jungen Erwachsenen ab einem Alter von 18 oder 20 Jahren vorbehalten, weil sich bei diesen Tätigkeiten rechtliche Fragen auftun können. Bei vielen Tauchorganisationen dürfen Tauchlehrer nur nach einer Zusatzausbildung, die sie als Kindertauchlehrer auszeichnet, Kinder in Tauchkursen unterrichten, prüfen und brevetieren. Im Gegensatz zu den Tauchausbildungen für Erwachsene gibt es bei den Kinder-Ausbildungen keine Standardisierung, die das einfache Wechseln der Ausbildungsorganisation ermöglichen würde. Es liegt allein im Ermessen des betreffenden Tauchlehrers ob er die Kinder-Brevetierung einer anderen Organisation anerkennen will oder nicht.
Unter anderen bieten die folgenden Ausbildungsorganisationen Kinder-Tauchausbildungen und -Brevetierungen an:¨

### CMAS
CMAS bietet für Kinder ein dreistufiges, denen für erwachsene Taucher ähnlich aufgebautes Ausbildungssystem:
CMAS Bronze:
Diese Grundtauchausbildung umfasst das Erlernen der Bedienung der Tauchausrüstung, Tauchzeichen, Atmung unter Wasser, Druckausgleich und den Flossenschlag. Der ganze Kurs dauert rund eine Woche. Nach dem Abschluss der Ausbildung soll das Kind fähig sein auf eine Tauchtiefe von maximal von 5 Meter, im Freiwasser mit einem festen Grund, in Begleitung eines Tauchlehrers oder CMAS ***-Taucher zu tauchen. Es wird empfohlen nicht mehr als ein Tauchgang pro Tag zu machen.
Kinder im Alter zwischen 8 und 14 Jahren können das CMAS Bronze-Brevet erwerben. Um an Kurs teilnehmen zu können, muss neben dem Vorliegen eines ärztlichen Attests und der Einwilligungserklärung der erziehungsberechtigten Eltern das Schnorchelabzeichen 'Robbe' nachgewiesen werden.
CMAS Silber:
Diese Tauchausbildung baut auf der CMAS Bronze-Ausbildung auf und beinhaltet das Erlernen der Navigation im Wasser, zusätzliche Tauchzeichen, Flora- und Fauna-Bestimmung, sowie die selbstständige und gegenseitige Kontrolle der Ausrüstung. Der Kurs dauert rund eine Woche und es gelten die gleichen Einschränkungen wie für einen CMAS Bronze-Taucher.
Kinder im Alter zwischen 8 und 14 Jahren können das CMAS Silver-Brevet erwerben. Neben einem aktuellen ärztlichen Attest ist vor Kurs-Beginn ein CMAS Bronze-Brevet nachzuweisen.
CMAS Gold:
Diese Tauchausbildung basiert auf der CMAS Silver-Ausbildung und beinhaltet das Erlernen der Pflege der Tauchausrüstung, Sicherheitsregeln, sowie einfache Zusammenhänge aus der Tauchphysik und Tauchmedizin. Der Kurs dauert rund eine Woche. Für Kinder unter 12 Jahren gelten die gleichen Limitten wie für CMAS Bronze-Taucher. Für Kinder über 12 Jahren wird eine maximale Tauchtiefe von 10 Meter empfohlen.
Kinder im Alter zwischen 10 und 14 Jahren können das CMAS Gold-Brevet erwerben. Neben einem aktuellen ärztlichen Attests ist vor Kurs-Beginn ein CMAS Silver-Brevet vorzulegen.
Ab einem Alter von 14 Jahren können Jugendliche an CMAS-Tauchkursen für Erwachsene teilnehmen. Alle CMAS-Kinder-Ausbildungen werden von speziell ausgebildeten Kindertauchlehren unterrichtet. Die Kinder-Ausbildungen der einzelnen CMAS-Mitgliedsorganisationen (z. B.: VDST, TSVÖ oder SUSV) können von den Regelungen und Bezeichnungen von CMAS abweichen.

### PADI
PADI bietet ein sich teilweise stark von den PADI-Ausbildungen für erwachsene Taucher unterscheidendes Ausbildungssystem für Kinder. Jeder PADI Instructor ist berechtigt die folgenden Programme zu unterrichten:
PADI Bubblemaker:
Der Bubblemaker ist kein Tauchkurs, sondern eine Möglichkeit für Kinder, in das Thema Tauchen hineinzuschnuppern. Neben einer kurzen theoretischen Einführung, beinhaltet der Bubblemaker ein Tauchgang im Schwimmbecken bei einer maximalen Tiefe von 2 Meter, unter Aufsicht eines PADI Instructors. Normalerweise dauert die Bubblemaker-Erfahrung etwa eine Stunde. Am Bubblemaker kann ohne Vorkenntnisse und meist ohne ärztliches Attest ab einem Alter von 8 Jahren teilgenommen werden.
PADI Seal Team:
Der PADI Seal Team-Kurs beinhaltet eine Einführung in das Gerätetauchen im Schwimmbecken. Erlernt wird der Gebrauch der Tauchausrüstung, die Tauchzeichen, der Druckausgleich, den Atemregler heraus nehmen, die Bedienung der Tarierweste, das Fluten der Tauchermaske, das Atmen aus dem Oktopus sowie der Wechsel zwischen dem Schnorchel und Atemregler. Der Kurs besteht aus fünf Theorie- und fünf Schwimmbad-Lektionen. Voraussetzung sind ein ärztliches Attest, das die Tauchtauglichkeit bestätigt, und ein Mindestalter von 8 Jahren. Am Ende des Kurses erhält das Kind ein sogenanntes PADI Seal Team Member-Brevet, das zum Tauchen im Schwimmbecken unter Aufsticht eines PADI Divemasterns oder Instructors berechtigt.
PADI Master Seal Team:
Aufbauend auf den Seal Team-Kurses gibt es sogenannte Speciality Aqua Missions, analog zu den Spezialtausbildungen im Adventure in Diving-Programm (AID) für Erwachsene von PADI. Voraussetzung ist eine PADI Seal Team Member-Brevetierung sowie ein aktuelles ärztliches Attest. Die folgenden zehn Speciality Aqua Missions können einzelnen ausgewählt werden:
- Spezialist bei der Identifizierung von Lebewesen
- Umwelt Spezialist
- Inner Space Spezialist (Tarieren)
- Navigations Spezialist
- Nachttauch Spezialist
- Sicherheits Spezialist
- Suchen und Bergen Spezialist
- Schnorcheltauch Spezialist
- Schnappschuss Spezialist
- Wrack Spezialist

Die Speciality Aqua Missions finden alle im Schwimmbecken statt.
Junior-Brevets:
Jugendliche von 10 bis 14 Jahren können an Tauchkursen für Erwachsene teilnehmen und dabei ein sogenanntes Junior-Brevet erwerben, die im Bezug auf die maximale Tauchtiefe eingeschränkt sind. PADI erlaubt Junior-Tauchern das Tauchen im Freiwasser in Begleitung eines erwachsenen Tauchers (im Alter von 10-11 Jahren nur in Begleitung eines Erziehungsberechtigten oder eines PADI-Ausbilders). Ab dem Alter von 15 Jahren können die sogenannten Junior-Brevet umgeschrieben werden zu Erwachsenen-Brevets. Zu den Junior-Brevets gehören:
- PADI Junior Open Water Diver (JOWD, 10-11 Jahre, 12 Meter / 12-14 Jahre, 18 Meter)
- PADI Junior Advanced Open Water Diver (JAOWD, 10-11 Jahre 12m / 12-14 Jahre, 21 Meter)
- PADI Junior Rescue Diver (JRD, 12-14 Jahre, 21 Meter)
- PADI Junior Master Schuba Diver (JMSD, 12-14 Jahre, 21 Meter)

### SSI
SSI bietet die folgenden Kindertauchausbildungen an:
SSI Scuba Rangers:
Das SSI Scuba Rangers-Programm richtet sich an Kinder zwischen 8 und 12 Jahre. Es handelt sich nicht um einen in sich abgeschlossenen Kurs, sondern um eine punktuelle Ausbildung. Es gibt keine Abschlüssen oder Brevetierungen, sondern ein Fünf-Punkte-Schema, nach denen das Können der Kinder beurteilt wird:
1. Theoretisches Wissen: Das Kennen der Sicherheitsregeln und einfacher Tauchphysik und -Medizin.
2. Taucherische Fertigkeiten: Die grundlegenden Fertigkeiten, die eine Gerätetaucher beherrschen sollte.
3. Tauchausrüstung: Den Umgang mit der Ausrüstung erlernen. Jeder Scuba Ranger sollte über seine persönliche ABC-Ausrüstung verfügen.
4. Verantwortung: Das Erlernen des Buddy-Systems.
5. Training: Das Tarieren und richtiges Atmen werden wiederholt trainiert und optimiert.

Die Ausbildung findet im Schwimmbecken statt und wird durch einen speziell dafür geschulten SSI Instructor geleitet.
Junior-Brevets:
Jugendliche von 10 bis 14 Jahren können an Tauchkursen für Erwachsene teilnehmen und dabei ein sogenanntes Junior-Brevet erwerben, die im Bezug auf die maximale Tauchtiefe eingeschränkt sind. SSI erlaubt Kindern mit einem Junior-Brevet zwei Tauchgänge pro Tag oder drei Tauchgänge pro Tag die nicht länger als 20 Minuten dauern, im Freiwasser, in Begleitung eins erwachsenen Tauchers. Zu den SSI-Junior-Brevets gehören:
- SSI Junior Scuba Diver (ab 10 Jahren, 12 Meter)
- SSI Junior Open Water Diver (ab 12 Jahren, 12 Meter)
- SSI Junior Advanced Adventurer (ab 12 Jahren, 18 Meter)
- SSI Junior Specialty Diver (ab 12 Jahren, 18 Meter)
- SSI Junior Advanced Open Water Diver (ab 12 Jahren, 18 Meter)

## Gefahren
Beim Tauchen begibt sich der Mensch in eine Umgebung, für die er durch seine biologischen Anlagen nicht geschaffen ist und in der er ohne technische Unterstützung nur kurze Zeit überleben kann. Tauchmediziner beurteilen die Risiken, denen Kinder beim Tauchen ausgesetzt sind, als tragbar, solange die empfohlenen Grenzen eingehalten werden. Das bedeutet keinesfalls, dass keine Risiken bestehen. Erwiesen ist, dass die Eigenheiten eines wachsenden Körpers speziell zu berücksichtigten sind. Kinder verfügen über weniger Alveolen in ihrer Lunge und habe deshalb eine höhere Atemfrequenz als Erwachsene. Aufgrund dieser Tatsache ermüden Kinder schneller beim Tauchen als Erwachsene. Es wird empfohlen, mit Kindern nur flach zu tauchen, weil die Möglichkeit besteht, dass die sich im Wachstum befindenden Knochen bei großen Tauchtiefen Schaden nehmen könnten. Im Verhältnis zu ihrem Körpergewicht haben Kinder eine größere Körperoberfläche als Erwachsene, weshalb sie schneller unterkühlen. Zudem baut der kindliche Körper die während des Tauchgangs durch den erhöhten Druck im Körpergewebe in Lösung gehenden Gase langsamer ab als bei ausgewachsenen Menschen.
Trotz der geringen Tauchtiefe, in der mit Kindern normalerweise getaucht wird, bestehen grundsätzlich die gleichen Risiken wie bei tauchenden Erwachsenen auch. Zusätzlich neigen Kinder schneller zu einer Panikreaktion als Erwachsene, was ein höheres Risiko für verschiedene Arten von Tauchunfällen mit sich bringen kann. Neben dem Eingehen auf die Logik des Kindes und einer sicheren, kompetenten Führung durch einen erfahrenen Buddy, wird zur Vermeidung von Tauchunfällen – wie bei Erwachsenen – das strikte Einhalten aller taucherischen Grenzen empfohlen.

## Kritik
Kritiker werfen den Tauchorganisationen vor, dass versucht werde, durch eine möglichst frühe Konfrontation der Kinder mit dem Tauchen eine starke Kundenbindung aufzubauen. Auf Kosten der Gesundheit der Kinder und Jugendlichen, würden Gewinne optimiert. Dies erfolge unter anderem dadurch, dass auf Tauchbasen Tauchlehrer in einem Schwimmbecken als „Babysitter“ angestellt würden, während die Eltern an Tauchgänge für Erwachsene teilnehmen, statt ihren Kindern das gesundheitlich weniger bedenkliche Schnorcheln oder Schwimmen näher zu bringen.
Oft wird von Kritikern betont, dass die Risiken für den heranwachsenden Organismus eines Kindes beim Tauchen zu groß seien. Meist wird dabei auf die ungeklärten wissenschaftlichen Fragen rund ums Tauchen hingewiesen. Trotz all dieser ungeklärten Fragen, teilen Tauch- und Überdruckmediziner die Ansicht, dass das Gerätetauchen für Kinder grundsätzlich kein größeres gesundheitliches Risiko darstelle, als für Erwachsene.
Immer öfter werben Tauchveranstalter beispielsweise mit Tauchsafaris für die ganze Familie. Tauchmediziner (z. B. Christian Beyer von der Gesellschaft für Tauch- und Überdruckmedizin) halten Tauchsafaris grundsätzlich für ungeeignet und gefährlich für Kinder unter 16 Jahren, weil die meisten Safari-Touren schon eine Überforderung und ein großes Risiko für Erwachsene mit nur geringer Taucherfahrung darstellen.
Kritisiert werden auch die für unerfahrene Erziehungsberechtigte nur schwer durchschaubare Vielfalt der sehr unterschiedlichen Ausbildungskonzepte für Kinder, die fehlende Standardisierung und das bei der Ausbildung oft zu wenig auf den individuellen Entwicklungsstand des Kindes Rücksicht genommen werde. Wenn das Tauchen auf eine Ferienbeschäftigung reduziert werde, könne nur schwer eine kindgerechte Tauchausbildung erfolgen.